# Martinice (Zlín)
Martinice é uma comuna checa localizada na região de Zlín, distrito de Kroměříž.